# Maria de la Salut
Maria de la Salut là một đô thị trên đảo Mallorca, thuộc quần đảo Baleares, Tây Ban Nha.